# Lonely the Brave
Lonely the Brave est un groupe de rock alternatif britannique, originaire de Cambridge, en Angleterre. Il compte au total trois albums studio : The Day's War (2014), Things Will Matter (2016) et The Hope List (2021).

## Biographie
Lonely the Brave est formé en 2009 à Cambridge, en Angleterre, à l'initiative du chanteur David Jakes, du guitariste Mark Trotter, du bassiste Andrew Bushen, et du batteur Gavin Edgeley, qui s'accorderont à se séparer ou à dissoudre leurs groupes respectifs. Inspiré par des groupes comme Pearl Jam, le quatuor commence à enregistrer et tourner localement. Un EP autoproduit, Backroads, est publié en 2010 et une tournée britannique suit, et leur permet de mieux se faire connaitre grâce à leurs concerts intenses. À cette période, le groupe est positivement accueilli par des magazines comme Kerrang!, et par le DJ Zane Lowe de la BBC Radio 1.
En 2013, ils annoncent leur signature avec le label Hassle Records. Une version rééditée de Backroads est enregistrée et publiée en octobre la même année, après plusieurs apparitions du groupe aux festivals comme le Reading Festival aux côtés notamment des Deftones et de Bruce Springsteen. Ils entrent ensuite en studio avec Mark Williams à la fin 2013, et enregistrent leur premier album studio, The Day's War. Pendant les sessions d'enregistrement, le groupe réalise qu'il aurait besoin d'un nouveau guitariste, et recrute alors Ross Smithwick début 2014. Une fois terminé, l'album est prévu pour juin 2014, mais sa sortie est repoussée, le groupe ayant annoncé la signature d'un contrat à l'international avec le label Columbia Records. Après trois mois de retard, The Day's War est publié en septembre 2014 et atteint le Top 20 britannique. Il est également bien accueilli par l'ensemble de la presse spécialisée.
Le groupe revient en studio en 2015 avec le producteur Ross Orton (Arctic Monkeys, M.I.A.) pour enregistrer un nouvel album, Things Will Matter. Précédé par les singles Black Mire et What If You Fall In, l'album est prévu et publié début 2016. Le 7 mars 2016, le groupe publie son clip de la chanson Radar.
Le 11 mars 2018, le chanteur, David Jakes, annonce son départ du groupe en expliquant que ses problèmes mentaux l'empêche de continuer à tourner. Il sera remplacer par Jack Bennett en aout 2018.
Le 2 avril 2020, le groupe publie son premier single avec le chanteur Jack Bennett, Bound. Distant Light, Open Door et Bright Eyes seront aussi dévoilés dans l'année 2020. Tous ces titres se retrouvent sur leur troisième album, The Hope List, disponible le 22 janvier 2021 avec le label Easy Life Records.

## Membres

### Membres actuels
- Mark Trotter - guitare, chant
- Gavin Edgeley - batterie, chant
- Jack Bennett - chant
- Andrew Bushen - guitare basse
- Ross Smithwick - guitare, chant

### Ancien membre
- Joel Mason - guitare
- David Jakes - chant

## Discographie

### Albums studio
- 2014 : The Day's War
- 2016 : Things Will Matter
- 2021 : The Hope List
- 2023 : What We Do to Feel